# Besselfunktion
Inden for matematik er en Besselfunktion en løsning til differentialligningen 
{\displaystyle {\frac {d^{2}u}{dx^{2}}}+{\frac {1}{x}}{\frac {du}{dx}}+\left(1-{\frac {\alpha ^{2}}{x^{2}}}\right)u=0}.
Udtrykket kommer når man kigger på den radielle deling af Laplaces ligning i et polært koordinatsystem.
Funktionen er opkaldt efter Friedrich Wilhelm Bessel, men blev først beskrevet af Daniel Bernoulli.

## Definition
Besselfunktioner af første grad defineres ved :
{\displaystyle J_{\alpha }(x)=\sum _{m=0}^{\infty }{\frac {(-1)^{m}}{m!\Gamma (m+\alpha +1)}}{\left({\frac {x}{2}}\right)}^{2m+\alpha }}.
Differentialligningen har to lineært uafhængige løsninger og derfor også  besselfunktioner af anden grad:
{\displaystyle Y_{\alpha }(x)={\frac {J_{\alpha }(x)\cos(\alpha \pi )-J_{-\alpha }(x)}{\sin(\alpha \pi )}},}.
{\displaystyle Y_{\alpha }(x)} er ikke begrænset når {\displaystyle x\to 0}, hvilket gør at man ofte kan se bort fra denne løsning af fysiske årsager.
- Wikimedia Commons har flere filer relateret til Besselfunktion

## Sfæriske besselfuntioner
I samarbejde med med Laplaces ligning i sfæriske koordinater kommer et lignende udtryk for den radielle del:
{\displaystyle {\frac {d^{2}u}{dx^{2}}}+{\frac {2}{x}}{\frac {du}{dx}}+\left(1-{\frac {n(n+1)}{x^{2}}}\right)u=0.}
Denne har de sfæriske besselfunktioner som løsninger.
{\displaystyle j_{n}(x)={\sqrt {\frac {\pi }{2x}}}J_{n+1/2}(x),}
{\displaystyle y_{n}(x)={\sqrt {\frac {\pi }{2x}}}Y_{n+1/2}(x)=(-1)^{n+1}{\sqrt {\frac {\pi }{2x}}}J_{-n-1/2}(x).}